# Moultrie, Georgia
Moultrie är en stad (city) i Colquitt County, i delstaten Georgia, USA. Enligt United States Census Bureau har staden en folkmängd på 14 160 invånare (2011) och en landarea på 42,3 km². Moultrie är huvudort i Colquitt County.